# Vallis Snellius

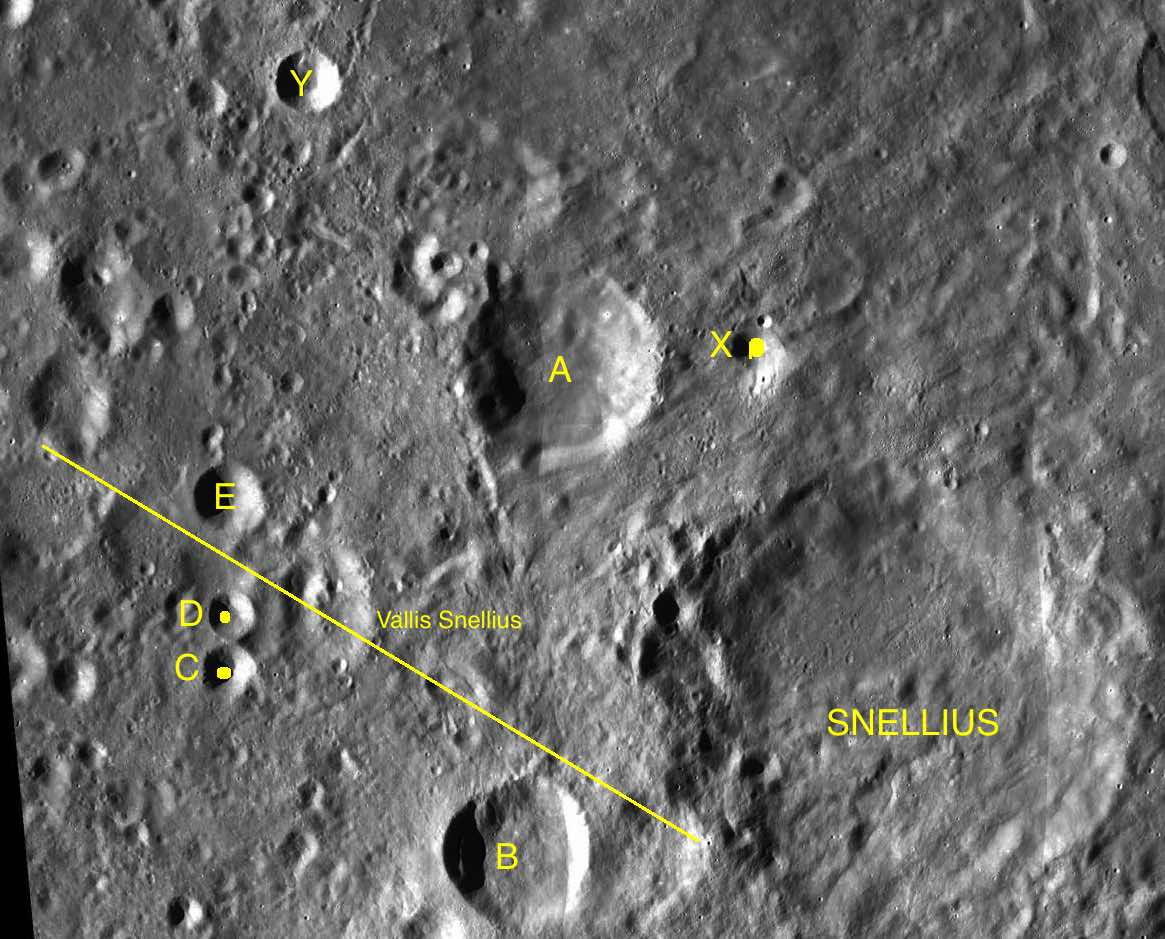

Vallis Snellius je lineární údolí o délce 592 km na přivrácené straně Měsíce. Nachází se v drsné jihovýchodní části, jižně od Mare Fecunditatis. Je radiální k pánvi Mare Nectaris na západ až severozápad, podobně jako Vallis Rheita na jihozápad, a obě mají pravděpodobně společný původ. Jde o nejdelší pojmenované údolí na Měsíci.

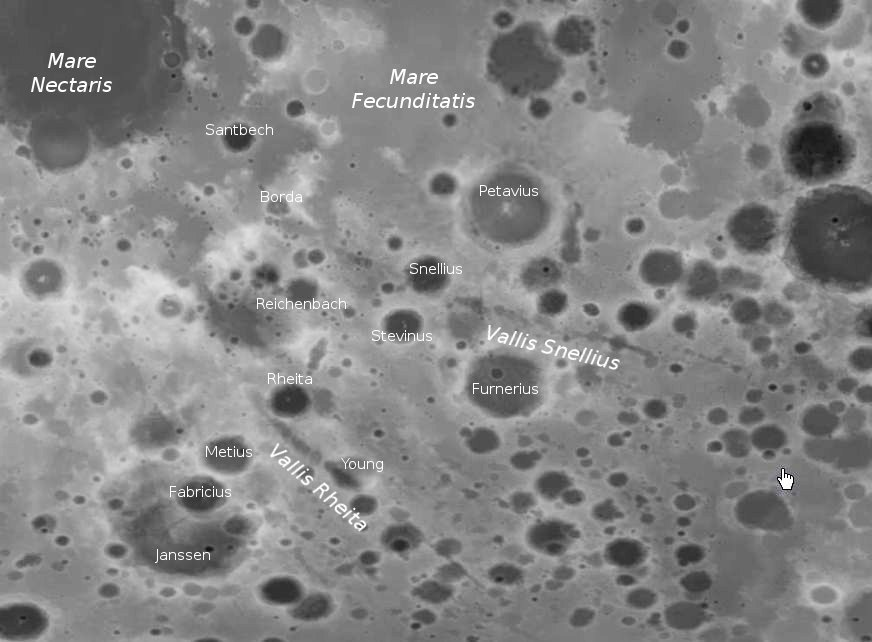

Přestože je toto údolí lineární, má nepravidelný tvar a bylo silně opotřebováno nárazovou erozí, je obtížné ho pozorovat. Kráter Snellius, od kterého je pojmenováno, leží přes údolí. Údolí protíná jižní polovinu dna kráteru. V blízkosti severní části údolí je kráter Borda.
Kráter a údolí nesou jméno astronoma a matematika, známého jako Willebrord Snellius nebo také Snell.